# Neonoemacheilus peguensis
Neonoemacheilus peguensis är en fiskart som först beskrevs av Hora 1929.  Neonoemacheilus peguensis ingår i släktet Neonoemacheilus och familjen grönlingsfiskar. IUCN kategoriserar arten globalt som otillräckligt studerad. Inga underarter finns listade i Catalogue of Life.